# Walbeck
Walbeck  è una frazione del comune tedesco di Hettstedt, nel Land della Sassonia-Anhalt.
Fino al 31 agosto 2010 ha costituito un comune autonomo.